# Mini-Kraft-Wärme-Kopplung
Die Mini-Kraft-Wärme-Kopplung (Mini-KWK) umfasst im Vergleich zur Mikro-KWK den etwas größeren Bereich der Kraft-Wärme-Kopplungsanlagen bis 50 kWel. Dies ergibt sich aus der Energie-Effizienz-Richtlinie 2012/27/EU (Vorläufer war die KWK-Richtlinie 2004/8/EG) sowie des Kraft-Wärme-Kopplungsgesetzes, die beide eine Unterscheidung ab dieser Grenze vornehmen. 
Ein weiterer namensetzender Baustein war das erste Impulsprogramm des Bundesumweltministeriums, welches ab 1. September 2008 zusätzlich zur Förderung des KWK-Gesetzes einen weiteren Anreiz über einen Investitionszuschuss für Anlagen bis 50 kWel gab, aber schon im August 2009 wegen fehlender Finanzmittel auslief.

## Förderung
Seit dem April 2012 werden Mini-KWK-Anlagen bis zu einer elektrischen Leistung von 20 Kilowatt (kWel) wieder gefördert. Im Jahr 2012 sind dafür im Bundeshaushalt rund zehn Millionen Euro und im kommenden Jahr rund zwanzig Millionen Euro vorgesehen.
Am 1. Januar 2015 wird die Mini-KWK-Förderung im Rahmen der Novelle des Mini-KWK-Impulsprogramms deutlich angehoben.
Neben der bundesweiten Förderung gibt es lokale Programme durch Kommunen und regionale Energieversorger, die Mini-BHKW unterstützen. Hierzu zählen die Stadtwerke Karlsruhe, die GASAG, aber auch diverse Erdgasversorger und Heizöllieferanten in Rheinland-Pfalz. 
In München und Hannover sind Zuschüsse von der Stadt erhältlich, in Sachsen gibt es eine Förderung durch die Sächsische AufbauBank, Nordrhein-Westfalen bietet ein eigenes Impulsprogramm.